# Oahu
Oahu este a treia insulă ca mărime din Insulele Hawaii. Aici locuiesc aproximativ un milion de oameni - cca. două treimi din populația statului american Hawaii.